# Cédric Pries
Cédric Pries, né le 25 octobre 2000, à Luxembourg, est un coureur cycliste luxembourgeois.

## Biographie
Cédric Pries commence le cyclisme à l'âge de treize ans en compagnie de ses grands-parents, eux-mêmes pratiquants de ce sport. Formé au VC Schengen, il se décrit avant tout comme un puncheur. Il connait ses premières sélections en équipe nationale du Luxembourg chez les juniors (moins de 19 ans), sur route et en cyclo-cross.  
Lors de la Course de la Paix juniors 2018, il chute gravement sur la quatrième étape, alors qu'il voulait prendre un bidon pour se ravitailler. Victime de neuf côtes fracturées et d'une vertèbre cassée, il subit également une perforation de ses poumons, ainsi qu'une triple fracture sur une omoplate. Il est conduit dans un hôpital tchèque en état d'urgence absolue, avant d'être placé en coma artificiel. Il passe deux semaines en soins intensifs, et six semaines dans une autre clinique pour subir diverses opérations. Contre toute attente, il reprend rapidement le cyclisme.
En 2019, il participe à son premier Tour de l'Avenir. Il rejoint ensuite l'équipe continentale luxembourgeoise Leopard en juin 2020. L'année suivante, il devient vice-champion du Luxembourg sur route dans la catégorie espoirs (moins de 23 ans). Il termine également vingt-et-unième et meilleur coureur de la délégation luxembourgeoise au championnat du monde espoirs, en Belgique. 
En mai 2022, il représente son pays lors des championnats d'Europe élites, où il se classe vingt-deuxième de la course en ligne.

## Palmarès sur route

### Par année
- 2016
  - 2e du championnat du Luxembourg sur route débutants
- 2018
  - 3e du Grand Prix François-Faber
- 2019
  - 2e du Grand Prix Kropemann
- 2021
  - 2e du championnat du Luxembourg sur route espoirs
  - 2e du Grand Prix Kropemann
- 2023
  - 3e du Mémorial Philippe Van Coningsloo

### Classements mondiaux
| Année                                 | 2019  | 2020 | 2021  | 2022  | 2023  |
| ------------------------------------- | ----- | ---- | ----- | ----- | ----- |
| Classement mondial                    | 2647e | nc   | 1033e | 1530e | 1427e |
| UCI Europe Tour                       | 1659e | nc   | 768e  | 1025e | nc    |
|                                       |       |      |       |       |       |
| Légende : nc = non classéSource : UCI |       |      |       |       |       |

## Palmarès en cyclo-cross
- 2019-2020
  - 3e du championnat du Luxembourg de cyclo-cross espoirs
- 2021-2022
  - 3e du championnat du Luxembourg de cyclo-cross espoirs
- 2022-2023
  - 3e du championnat du Luxembourg de cyclo-cross